# 紙管
紙管（しかん）は、紙でできた管。紙筒ともいう。紙に糊を塗布し、強い力で引っ張りながら鉄芯に巻いたものを乾燥させてできる。主に紙、繊維、フィルム等を巻くための軸として使用される。また、容器として用いられることもある。再生紙で作られるものが多い。紙管は水に溶けにくく、使用済みの紙管のリサイクル率は38％にとどまる。家具や建築の材料として使用される場合もあり、2014年にプリツカー賞を受賞した建築家の坂茂が愛用している。

## 用途

### 巻芯
ラップフィルム、粘着テープ、壁紙、障子紙、繊維などの巻芯として用いられる。巻芯として用いられるものの中には、紙管の表面に緩衝材で加工を施しているものもある。

### 容器
ポスター、設計図、カレンダーなどの紙製品を丸め、紙管の内部に収めて容器としても用いられる。底が塞がった蓋付きのものもあり、卒業証書用の筒として用いられているほか、大型のものは菓子などを詰める容器としても用いられている。

## 主なメーカー
- 日本紙管工業[2]
- 米谷紙管製造[3]
- 富士紙管[4]
- 田中紙管[5]
- 平田紙管[6]
- 大島紙管[7]
- 昭和丸筒（昭和プロダクツ）[8]
- 三協丸筒[9]
- スパイラル紙業[10]
- サカイ[11]

容器専門メーカー
- ホシノ紙筒工業[12]
- 富士商行[13]
- 日本丸筒[14]
- 中部丸筒[15]
- ミヤザワ[16]
- 山田紙管[17]